# N5 (Ghana)
De N5 of National Road 5 is een nationale weg in Ghana een alternatieve route voor de N2 rond Ho vormt. De weg is ongeveer 40 kilometer lang en loopt door de regio's Volta en Eastern.
De N5 takt in Adome af van de N2 vanaf Tema. Daarna loopt de weg verder langs het zuiden van het Voltameer via Asikuma naar Kpeve, waar de weg weer aansluit op de N2 richting Hohoe.